# Luigi Dadaglio
Luigi Dadaglio (Sezzadio, 28 de setembro de 1914 – Roma, 22 de agosto de 1990) foi um cardeal e arcebispo católico italiano.

## Biografia
Estudou primeiro no seminário de Acqui e depois na Pontifícia Universidade Lateranense, onde obteve o doutorado em utroque iure em 6 de julho de 1942. Entretanto, em 22 de maio de 1937, foi ordenado sacerdote pela Diocese de Acqui.
Depois de 1942, ingressou na Secretaria de Estado da Santa Sé, na seção de assuntos ordinários. Em 1946, tornou-se secretário da nunciatura apostólica no Haiti e na República Dominicana, cargo que ocupou até 1950, quando se tornou auditor da delegação apostólica nos Estados Unidos. Em 1953, mudou-se, novamente como auditor, para a delegação apostólica no Canadá e de lá, em 1954, para a Austrália. Em 1958, foi nomeado conselheiro da nunciatura apostólica na Colômbia e, em 1960, foi promovido a núncio apostólico na Venezuela.
Em 28 de outubro de 1961, foi eleito arcebispo titular de Leros e consagrado bispo em 8 de dezembro do mesmo ano na igreja dos Santos André e Gregório no Monte Célio pelo cardeal Amleto Giovanni Cicognani, com Angelo Dell'Acqua e Giuseppe dell'Omo como co-consagradores.
Participou do Concílio Vaticano II. Em 8 de julho de 1967, foi nomeado núncio apostólico na Espanha, cargo que ocupou até 4 de outubro de 1980, quando foi nomeado secretário da Congregação para o Culto Divino e a Disciplina dos Sacramentos. Quando a congregação se dividiu, em abril de 1984, foi nomeado pró-Penitenciário-Maior.
No consistório de 25 de maio de 1985, o Papa João Paulo II o criou cardeal e lhe conferiu a diaconia de São Pio V em Villa Carpegna. Em 15 de dezembro de 1986, foi nomeado arcipreste da Basílica de Santa Maria Maior.
Em 6 de abril de 1990, ele renunciou ao cargo de Penitenciário Maior por ter atingido o limite de idade.
Ele faleceu no Hospital Gemelli em 22 de agosto do mesmo ano, devido a problemas cardíacos. Foi sepultado no jazigo da família em Sezzadio.

## Honras
- Cavaleiro da Grande Cruz da Ordem do Mérito Civil (Reino de Espanha, 18/03/1977). [3]
- Cavaleiro da Grande Cruz da Ordem de Carlos III (Reino de Espanha, 20/10/1980). [4]